# Červenka (erysipeloid)
Červenka (též erysipeloid) je infekční bakteriální onemocnění prasat (pro něž končí často smrtí) a ryb. Je přenosné i na člověka (antropozoonóza); nakažení hrozí zejména u osob, které přijdou do přímého kontaktu s kontaminovaným masem (řezníci, kuchaři apod.), nakazit se je možné ale i jeho konzumací. Jeho původcem je bakterie Erysipelothrix rhusiopathiae (dříve označovaná jako E. incidiosa).
Název onemocnění vznikl podle jednoho z příznaků, červené vyrážky na kůži. Léčí se antibiotiky, očkování je možné. Inkubační doba činí 1 – 7 dnů, průměrně 3 – 4 dny. Rozlišujeme čtyři klinické formy červenky:
- Akutní – teplota zvýšená (více než 42 °C), nechutenství, apatie, druhý den se objeví kopřivkové skvrny, tmavnou, splývají, úhyn za 3 – 4 dny.
- Kopřivková forma – příznaky stejné, celkové narušení zdravotního stavu chybí nebo je mírnější, tmavočervené skvrny za 7 – 8 dní vymizí – uzdravení nebo přechod do chronické formy.
- Chronická forma – vzniká přechodem z akutní nebo kopřivkové formy, změny na srdci (výrůstky na chlopních, poruchy krevního oběhu), změny na kloubech (arthritis chronica), změny na kůži (nekróza kůže hřbetu, uší, ocasu).
- Bílá forma – silně virulentní kmeny – nedojde ke zčervenání kůže.

Jiné onemocnění je tzv. červenka koní neboli chřipka koní a tzv. úplavice červená (dysenterie, červenka), zánět tlustého střeva provázený nekrózou.